# Jane Birkinová
Jane Mallory Birkinová, nepřechýleně Jane Birkin OBE, (14. prosince 1946 Londýn, Spojené království – 16. července 2023 Paříž, Francie) byla britská herečka, režisérka, skladatelka a zpěvačka žijící ve Francii.

## Život a umělecká kariéra
Pocházela z umělecky založené rodiny. Její matka Judy Campbellová byla herečka, otec David Birkin byl major (lieutenant-commander) Britského královského námořnictva. Její bratr Andrew Birkin se stal režisérem a scenáristou, herečkou se stala i jedna z jejích tří dcer, Charlotte Gainsbourgová.
Před filmovou kamerou se poprvé objevila ve snímku Fortel, a jak ho získat v roce 1965, o rok později si zahrála ve světoznámém dramatickém snímku Zvětšenina, který režíroval Michelangelo Antonioni. V roce 1968 se během natáčení snímku Slogan seznámila s hercem, zpěvákem a textařem Sergem Gainsbourgem, který byl o 18 let starší než ona a se kterým posléze žila 13 let (1968–1980) a měla s ním dceru Charlotte Gainsbourgovou. Přes svou útlou postavu a téměř chlapecké vzezření zejména v 70. letech patřila mezi sex-symboly své doby. Se Sergem Gainsbourgem také v roce 1969 natočila jeho světoznámý, sexuálně zabarvený duet Je t'aime moi non plus (Miluji tě, já tebe už ne). Předtím jej s Gainsbourgem nazpívala Brigitte Bardotová, ale s ohledem na svoje tehdejší manželství s německým multimilionářem Guntherem Sachsem odmítla jeho uveřejnění.
Od konce 60. let 20. století žila Jane Birkin střídavě v Paříži a v bretaňské obci Saint Pabu.

## Diskografie

### Studiová alba
- 1969 – Jane Birkin/Serge Gainsbourg|Je t'aime... moi non plus with Serge Gainsbourg
- 1971 – Serge Gainsbourg – Histoire de Melody Nelson
- 1973 – Di doo dah
- 1975 – Lolita go home
- 1978 – Ex fan des sixties
- 1983 – Baby alone in Babylone
- 1987 – Lost song
- 1990 – Amours des feintes
- 1996 – Versions Jane
- 1998 – Best Of
- 1999 – À La Légère
- 2004 – Rendez-Vous
- 2006 – Fictions
- 2008 – Enfants d'Hiver
- 2017 – Birkin/Gainsbourg: Symphonique

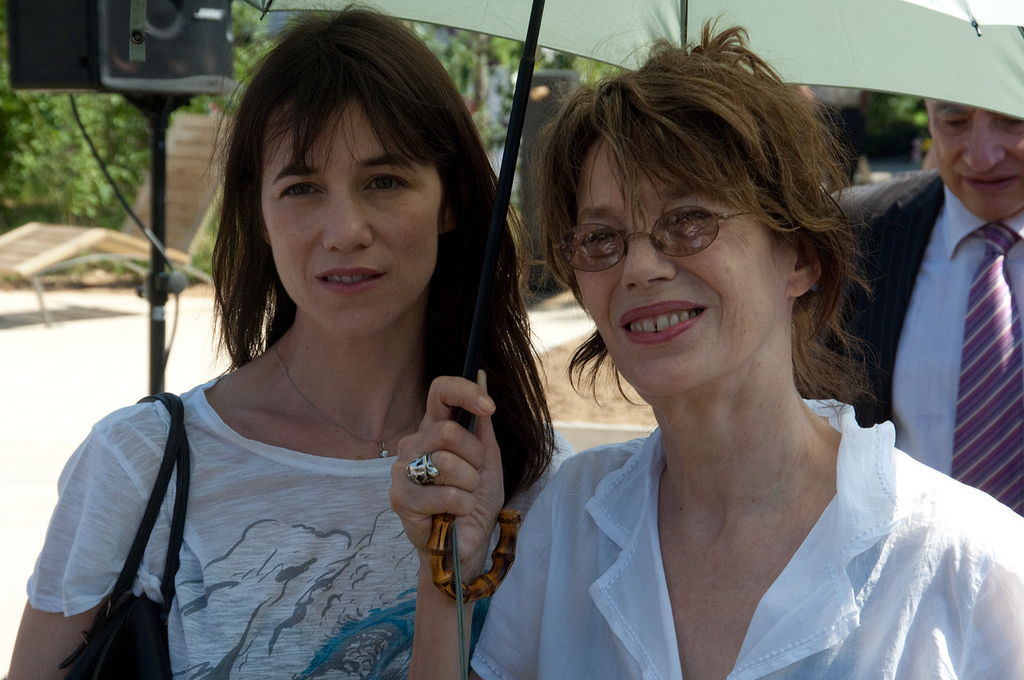
Jane Birkinová se svou druhou dcerou Charlotte Gainsbourgovou v roce 2010

- 2020 – Oh! Pardon tu dormais…

### Živá alba
- 1987 – Jane Birkin au Bataclan
- 1992 – Integral au Casino de Paris
- 1996 – Integral a l'Olympia
- 2002 – Arabesque
- 2009 – au palace (live)
- 2012 – Jane Birkin sings Serge Gainsbourg via japan

## Filmografie

### Filmy
- 1965 – Fortel, a jak ho získat
- 1966 – The Idol
- 1966 – Zvětšenina
- 1966 – Kaleidoskop
- 1968 – Wonderwall
- 1969 – Slogan
- 1969 – Les Chemins de Katmandou
- 1969 – Bazén
- 1970 – Trop petit mon ami
- 1970 – Sex-Power
- 1970 – Cannabis
- 1970 – Alba pagana
- 1971 – Zloděj koní
- 1971 – Pohoří smrti
- 1971 – Melody (TV muzikál)
- 1972 – Trop jolies pour ętre honnętes
- 1973 – Projection privée
- 1973 – Les diablesses
- 1973 – Don Juan ou Si Don Juan était une femme...
- 1973 – Dark Places
- 1974 – Vrtohlavá ovce
- 1974 – Jak získat úspěch, když je člověk hloupej…a ufňukanej
- 1974 – Hořčice mi stoupá do nosu
- 1974 – Bons baisers de Tarzan (TV film)
- 1975 – Sérieux comme le plaisir
- 1975 – Sept Morts sur ordonnance
- 1975 – Náhradník
- 1975 – Katrin a spol.
- 1976 – Sežehnuti horoucí vášní
- 1976 – Je t'aime moi non plus
- 1976 – Le Diable au coeur
- 1977 – Zvíře
- 1978 – Smrt na Nilu
- 1982 – Zlo pod sluncem
- 1983 – Vincentův přítel
- 1984 – Vysoká pojistka
- 1986 – Žena mého života
- 1986 – Dlouhé odloučení
- 1990 – Čas nostalgie
- 1995 – Mezi dvěma ohni
- 1998 – Vojákova dcera nepláče
- 1999 – Poslední září
- 2000 – Popelka
- 2001 – Pekelný den
- 2002 – Merci Docteur Rey
- 2003 – Velmi veselé vdovy
- 2006 – Krabice
- 2006 – Les aventuriers des mers du Sud
- 2009 – Kolem malé hory
- 2010 – Thelma, Louise et Chantal
- 2011 – Karmínová zima
- 2012 – Dvakrát se narodil
- 2013 – Ničí dcera Haewon
- 2013 – Zamini
- 2013 – Deadly Seasons: Blue Catacomb
- 2016 – Whoever Was Using This Bed
- 2016 – La Femme et le TGV
- 2021 – Jane by Charlotte